# L'addio (singolo)
L'addio è un singolo del duo musicale italiano Coma Cose, pubblicato l'8 febbraio 2023 come unico estratto dalla riedizione del terzo album in studio Un meraviglioso modo di salvarsi.
Il brano è stato presentato durante la prima serata del Festival di Sanremo 2023. Nella classifica finale si posiziona al tredicesimo posto.

## Video musicale
Il video musicale del brano, diretto da Attilio Cusani e girato alla Scala dei Turchi, è stato pubblicato contestualmente all'uscita del singolo sul canale YouTube dei Coma Cose.

## Tracce
Testi e musiche di Fausto Zanardelli, Francesca Mesiano, Fabio Dalè e Carlo Frigerio.
1. L'addio – 3:27

## Classifiche

### Classifiche settimanali
| Classifica (2023) | Posizione massima |
| ----------------- | ----------------- |
| Italia            | 10                |

### Classifiche di fine anno
| Classifica (2023) | Posizione |
| ----------------- | --------- |
| Italia            | 61        |